# 고승태
고승태(高昇泰, ? ~ 1096년)은 1094년부터 사망한 1096년까지 대중국(大中國)의 황제이다. 고지승(高智昇)의 아들이다. 시호는 부유성덕표정황제(富有聖德表正皇帝)이다.
| 전임 (초대) | 제1대 대중국 황제 1094년 ~ 1096년 | 후임 (대중국 멸망) |